# Étang de la Soucarrane
L'étang de la Soucarrane est un lac d'altitude d'origine glaciaire, situé dans les Pyrénées, en Ariège, à 2 292 mètres d’altitude. À proximité, au nord, se trouve l’étang de Roumazet.

## Géographie
L'étang se situe sur le territoire de la vaste commune d'Auzat, dans un vallon suspendu qui domine la haute vallée de Vicdessos, sous la face est abrupte du pic de La Rouge (2 902 m) également baptisé pic de La Soucarrane, et au nord-est du port de Bouet (2 509 m) qui donne accès au versant espagnol et à la vallée de la Noguera de Vall Ferrera (commune d'Alins) où se trouve en premier lieu le refuge gardé de Val Ferrera.

### Topographie
Dans la région Occitanie, en vallée de Vicdessos, il se situe sur le territoire de la commune d'Auzat, dans le périmètre du parc naturel régional des Pyrénées ariégeoises.

### Hydrographie
L’étang de la Soucarrane envoie ses eaux dans la vallée de Soulcem vers le barrage éponyme.

## Faune
D’une superficie d’environ 1,8 hectare, des truites fario et des saumons de fontaine y sont observés.

## Histoire
Pendant 12 jours durant l'été 2017, des fouilles archéologiques ont eu lieu en altitude à la recherche des pratiques ancestrales du pastoralisme, notamment dans un abri-sous-roche situé juste sous l'étang. Un rapport de sondages archéologiques présentant des résultats précis a été émis en décembre 2017.

## Voie d’accès et randonnées
Au terminus de la route D8 dans le fond de la haute vallée de Vicdessos, peu après le barrage de Soulcem, se situe le point de départ au lieu-dit « les orris du Carla » (1 654 m). De là, il faut compter environ deux heures de marche pour atteindre l'étang de la Soucarrane, en passant par celui de Roumazet. Balisé, le chemin remonte un ruisseau issu du port de Roumazet, sur une pente relativement raide, puis atteint un plateau (2 111 m) accueillant les orris de Roumazet. Le sentier se faufile ensuite en direction de l'ouest sur des pentes herbeuses toujours en suivant le ruisseau jusqu'à l'étang de Roumazet. Un petit col au sud permet alors de gagner l'étang de la Soucarrane en trente minutes environ. Au-delà, par le GRT 62, se trouve le port de Bouet transfrontalier.

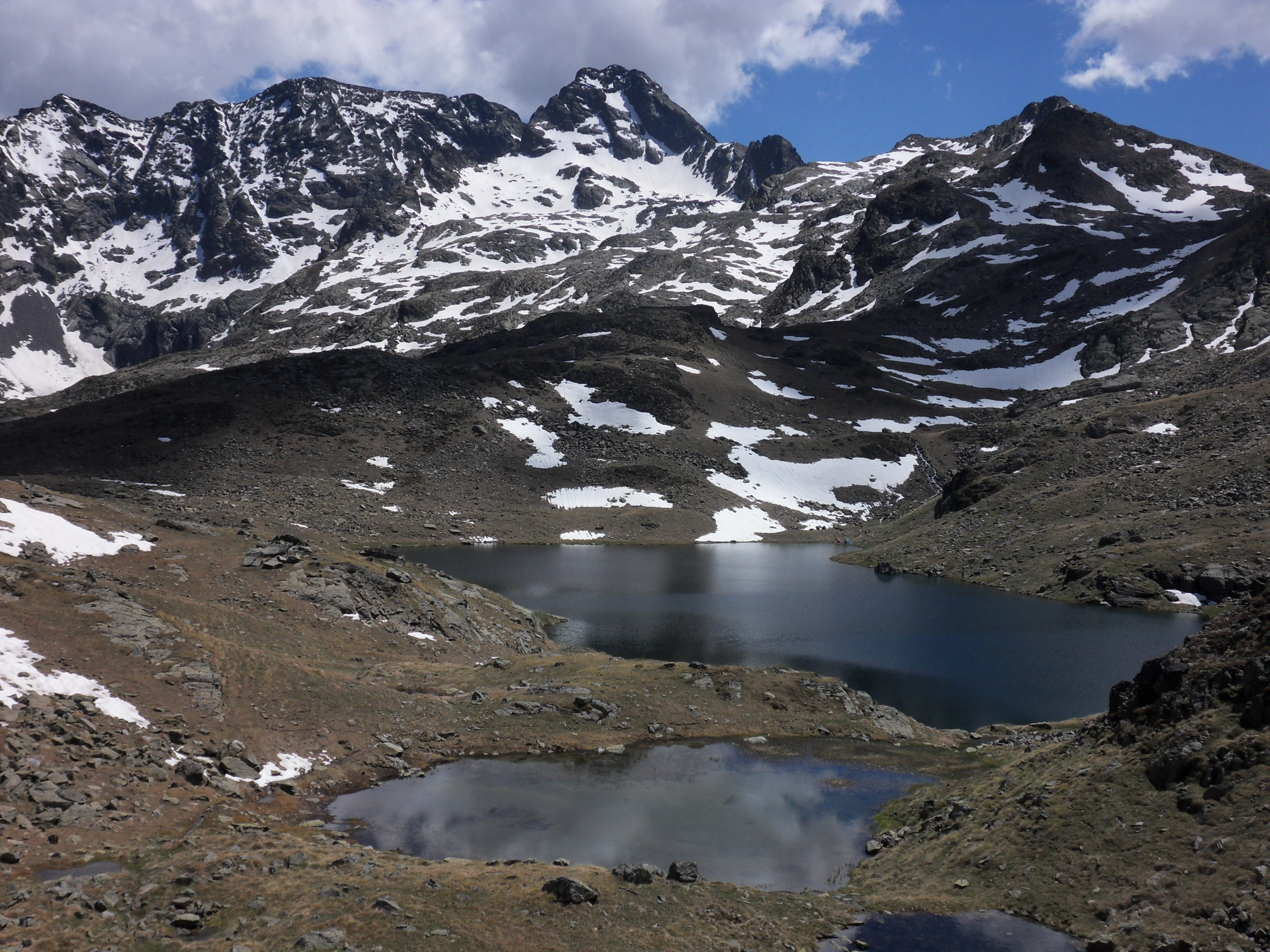
Mai 2011
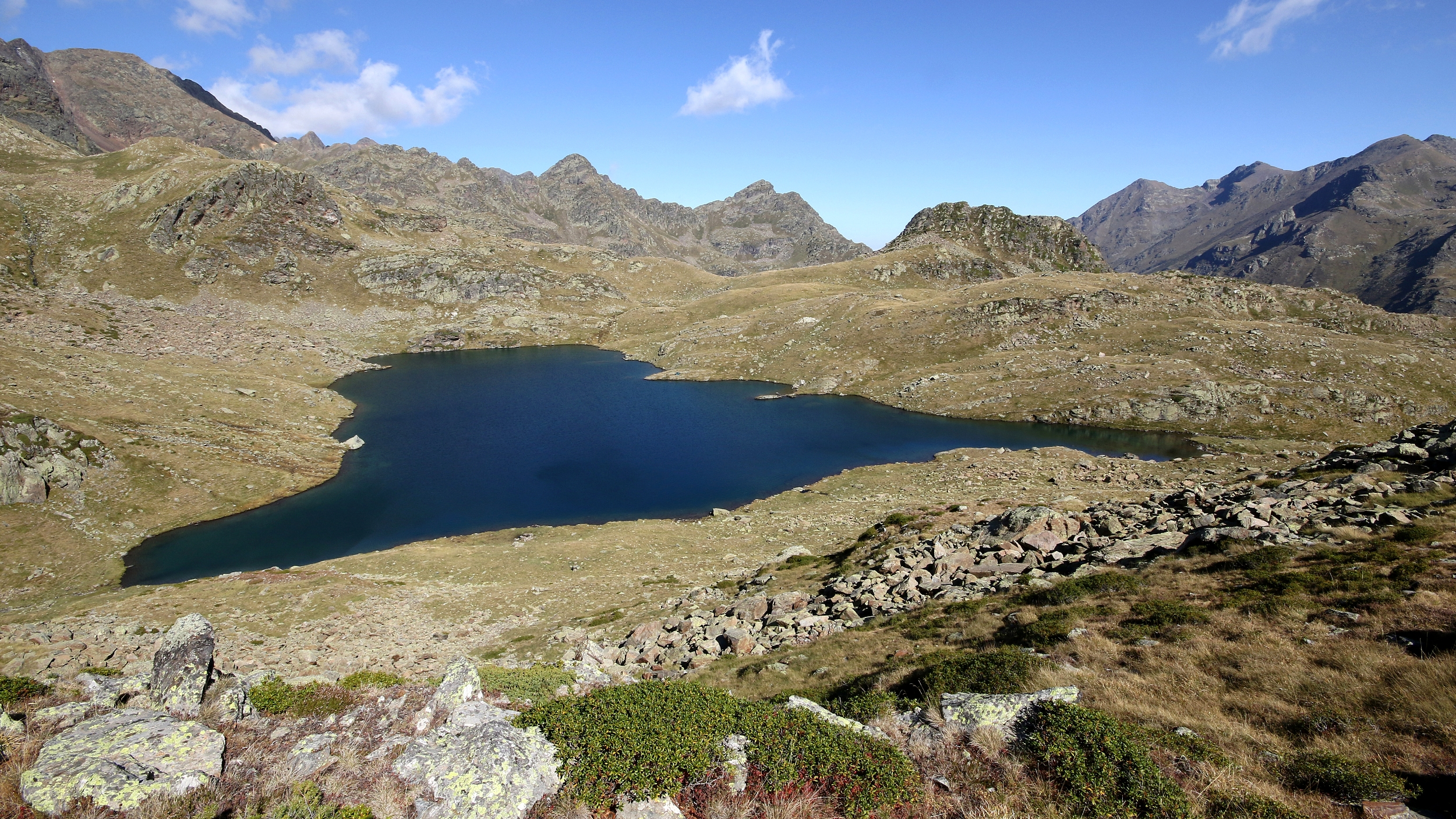
Septembre 2018